# حديث اللوح

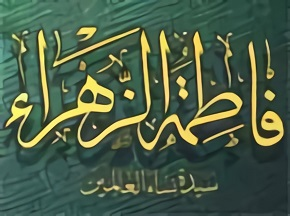
فاطمة بنت محمد

حديث اللوح أو حديث لوح فاطمة أو حديث لوح جابر هو حديث مكتوب بنور أبيض على لوح أخضر كالزمرد، انزله جبرائيل من الله تعالى على الرسول، هديةً إلى فاطمة الزهراء بعد ولادتها الحسين، وذُكر فيه النعم التي أنعم الله تعالى بها على رسوله والإمامة من بعده وثم أسماء الائمة الاثنا عشر.عرضت فاطمة اللوح على جابر بن عبد الله الانصاري فقرأه واستنسخه.
يعد الحديث من الأحاديث المهمة عند الشيعة الإثنا عشرية وهم يستندون به على إمامة ائمتهم.

## جابر بن عبد الله الأنصاري
جابر بن عبد الله الأنصاري المكنى بأبي عبد الله، كان من صحابة الرسول ومحبي أهل البيت. شارك مع الرسول في ثماني عشرة غزوة. وصحب علي بن أبي طالب وكان من المقاتلين تحت لوائه وصحب الحسن بن علي والحسين بن علي وكان أوّل من زار قبره، وكذلك صحب زين العابدين، وأدرك أيضاً محمد الباقر إلاّ أنّه توفّي قبل إمامته.و كان النبي قد أخبره بأنه سيبقى حياً حتى يدرك محمد الباقر وأوصاه ليبلّغ سلامه اليه.
توفّي جابر عام 78 هـ في الرابعة والتسعين من عمره، بالمدينة المنوّرة، وهو آخر مَن بَقي من أصحاب رسول الله.
روى جابر روايات كثيرة عن الرسول وأهل بيته وكان من محبيهم ومواليهم  ويثق الشيعة بما يرويه.

## نص الحديث
روى أبو بصير عن الصادق أن سأل الباقر جابر عن اللوح فقال له :«أخبرني عن اللوح الذي رأيته في يد أمّي فاطمة ، وما أخبرتك به أمّي أنّه في ذلك اللّوح مكتوب.»
فقال جابر:
ثم طلب محمد الباقر منه أن يعرض عليه اللوح فذهب معه إلي بيته.فحين أتا به خرج من جيبه صحيفة من رقّ وقال: «يا جابر انظر في كتابك لأقرأ عليك»، فنظر جابر في نسخته وقرأه، فما خالف حرف حرفاً. قال جابر: «فأشهد بالله أنّي هكذا رأيت في اللّوح مكتوباً.»
وأمّا ما جاء في اللوح حسب ما ذُكر في كتاب الكافي:

## حديث اللوح في الكتب
ورد حديث لوح فاطمة في كتب السنة والشيعة. من أهمّها كتاب كمال الدين وتمام النعمة وعيون الاخبار للشيخ صدوق والكافي للشيخ الكليني والإستبصار لشيخ طوسي وكتاب الارشاد للشيخ مفيد ونقله النعماني في كتاب الغيبة والمجلسي في بحار الأنوار.
وورد خبر اللوح عن جابر في بعض كتب أهل السنة منها فرائد السمطين للحمويني الحنفي (ت722هـ) ودر بحر المناقب لابن حسنوية الحنفي.